# The Burning Fiery Furnace
Pour les articles homonymes, voir Fiery.

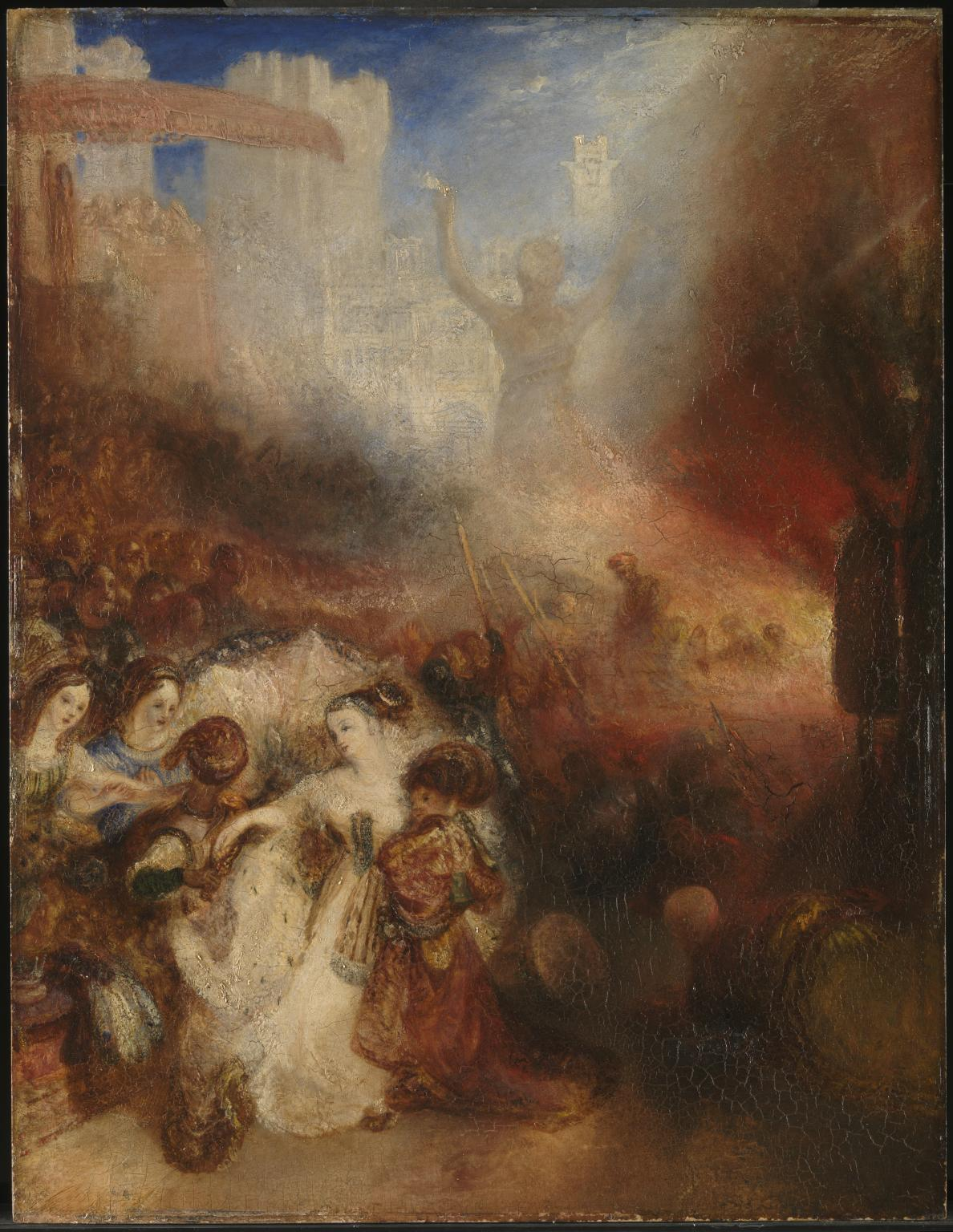
Les Trois Jeunes Gens dans la fournaise, par Joseph Turner (1832), Tate Britain.

The Burning Fiery Furnace opus 77 (français : La Fournaise ardente) est une parabole en un acte de Benjamin Britten. 
Deuxième des Parables for Church Performances de l'auteur, sur un livret de William Plomer d'après l'Ancien Testament, l'œuvre est inspirée d'un épisode du chapitre 3 du Livre de Daniel : l'histoire des trois jeunes gens Ananias, Azarias et Misaël. Cet épisode biblique a été repris dans un texte apocryphe du IIe ou Ier siècle AEC, intitulé Prière d'Azarias et Cantique des trois jeunes gens (en).
L'œuvre de Britten est créée à l'église paroissiale d'Orford (Suffolk) le 9 juin 1966 avec Peter Pears, John Shirley-Quirk, Robert Tear. Créations françaises, en version originale à Versailles en mai 1968 par l'English Opera Group, en version française à l'hôpital Saint-Jean (Angers) en octobre 1970.

## Distribution
| Rôle                             | Voix    | Première, 9 juin 1966 (Chef d'orchestre:sans) |
| -------------------------------- | ------- | --------------------------------------------- |
| Nebuchadnezzar (Nabuchodonosor)  | ténor   | Peter Pears                                   |
| Astrologue                       | baryton | Bryan Drake                                   |
| Ananias (Shadrack)               | baryton | John Shirley-Quirk                            |
| Misael (Meshach)                 | ténor   | Robert Tear                                   |
| Azarias (Abednego)               | baryton | Victor Godfrey                                |
| Herald premier des courtisans    | baryton | Peter Leeming                                 |
| Chœur des courtisans; serviteurs |         |                                               |

## Argument
Les prisonniers hébreux Shadrach, Meschach et Abednego ont refusé d'adorer le dieu des Babyloniens. Ils sont jetés dans une fournaise et en ressortent vivants. À la suite de ce miracle Nabuchodonosor se convertit au dieu des Hébreux.